# Tipula (Trichotipula) desertorum
Tipula (Trichotipula) desertorum is een tweevleugelige uit de familie langpootmuggen (Tipulidae). De soort komt voor in het Nearctisch gebied.